# Badda Boo
Badda Boo (род. 29 апреля 1987, Москва) — певица, автор песен и композитор. Известна как «тайная волшебница инди-сцены», сочетает в своей музыке инди-поп, психо-фолк, электронику и этнические мотивы.

## Карьера
Свою первую песню написала в 4 года. Уже в восемь лет впервые выступила на сцене со своими песнями. В 2005 взяла серебро на конкурсе школьных рок-групп. 
Начала выступать в середине 2000-х годов в Москве, быстро став заметной фигурой андеграунда. Собрала свою группу под названием «Badda Boo Happy Band». Её концерты отличались использованием нестандартных инструментов: окарин, калимб, варганов, укулеле, самодельных синтезаторов, детских игрушек и перкуссии из бытовых предметов вроде трещоток и даже лесных шишек. 
Песни «Улетаю» и «Искренности» получили вирусное распространение благодаря концертным записям и ремиксам, собрав миллионы прослушиваний.
Вела активную концертную и гастрольную деятельность в период 2011-2014 годов: выступала на фестивалях «Квамманга» (Краснодарский край, 2014), «AvantFest» (Москва, 2013), «Scandinavian Wave Festival» (Киев, 2012), «Длина Волны» (Москва, 2012), «Музыка в деталях» (Москва, 2012), «Город Золотой» (Крым, 2011),«Пустые холмы» (Калужская область, 2011), клубах «Гарцующий дредноут» (Москва, 2010-2011), «Китайский Лётчик Джао Да» (2011) вместе с группой «Дайте танк (!)», «Fish Fabrique» (2011, Санкт-Петербург), «АртКвартира» (Днепр, 2011), «Музеон» (Москва, 2012), «Pintagon» (Харьков, 2012), «China-Town» (Москва, 2012), «Dushe» (Санкт-Петербург, 2012),  «Маля Опера» (Киев, 2012), «АртКарман» (Симферополь, 2012), «Б2» (Москва, 2012–2013), «ArteFAQ» (Москва, 2013), «Мастерская» (Москва, 2013), «HelloHostel» (Санкт-Петербург, 2013), «На Светлой» (Коломна, 2009-2013), «Gogol'» (Москва, 2013), «Ёшкин Кот» (Владимир, 2014), «Море внутри» (Москва, 2014), «ЦЭХ» (Минск, 2014) и др.
В 2014 году неожиданно прекратила музыкальную деятельность и уехала из России. По неподтвержденным данным проживала в Индии.  
В 2024 году вернулась на сцену с дебютным студийным альбомом «Степень искренности», который был сведен ещё в 2014 году, но по неизвестным причинам не был издан. 
В 2025 году выпустила альбом «Тридесятое Королевство» (оригинальные записи 2007–2010 гг.) в новой аранжировке. Так же были официально изданы на стримингах ранние записи артистки, впервые оформленные в виде альбомов.
Три песни артистки "Мне нужен повод", "Я рисую" и "Спрячь меня" попали в саундтрек роад-муви «Туда», чья премьера состоялась 15 мая 2025 года .

## Художественные особенности
Музыкальный стиль — инди-поп, дрим-поп с элементами фолка, битбокса, шумовой перкуссии и DIY-электроники. Тексты песен отличаются лиричностью, метафоричностью и темами природы, детства и душевных поисков .
Псевдоним происходит от детского лепета; певица не использует настоящее имя в публичной деятельности .

## Личная жизнь
Получила художественное образование в Москве, диплом мультипликатора и графического дизайнера. Замужем, есть дети.

## Дискография
- 2004 — «17 Лет»
- 2006 — «Minsktape»
- 2006 — «Я рисую», макси-сингл
- 2010 — «Акустика на Светлой», Live
- 2010 — «Тридесятое Королевство», запись 2007-2010 гг., аранжировка 2025 г.[35]
- 2013 — «Первый самый хороший последний концерт», Live[3]
- 2024 — «Степень искренности», запись и сведение 2012-2014 гг.[33][34]

## Видеоклипы
- «Искренности» 2024
- «Улетаю» 2024
- «Спрячь меня» 2024